# جينو أورغوليسكو
جينو أورغوليسكو ، من مواليد 15 مايو 1956 ، لاعب كرة قدم روماني سابق.
لعب مع منتخب رومانيا لكرة القدم.

## وصلات خارجية
- جينو أورغوليسكو على موقع قاعدة بيانات كرة القدم.إي يو (الإنجليزية)
- جينو أورغوليسكو على موقع ناشيونال فوتبول تيمز (الإنجليزية)
- جينو أورغوليسكو على موقع عالم كرة القدم.نت (الإنجليزية)